# Artak Edigaryan
Artak Geġami Edigaryan (in armeno Արտակ Գեղամի Եդիգարյան?; in russo Артак Гегамович Едигарян?, Artak Gegamovič Edigarjan; Erevan, 18 marzo 1990) è un ex calciatore armeno, di ruolo centrocampista.

## Biografia
Ha un fratello calciatore, Art'owr Edigaryan.

## Carriera

### Club
Ha giocato nella prima divisione armena, in quella ucraina ed in quella lituana.

### Nazionale
Ha giocato nelle nazionali giovanili armene Under-19 ed Under-21.
Tra il 2010 ed il 2019 ha totalizzato complessivamente 33 presenze ed un gol con la nazionale armena.

## Palmarès

### Club

#### Competizioni nazionali
- Campionato armeno: 5

P'yownik: 2007, 2008, 2009, 2010
Alaškert: 2015-2016
- Coppa d'Armenia: 5

P'yownik: 2009, 2010, 2012-2013
Alashkert: 2018-2019
Ararat: 2020-2021
- Supercoppa d'Armenia: 5

P'yownik: 2007, 2008, 2010, 2011
Alaškert: 2016
- Campionato lituano: 2

Žalgiris: 2014, 2015
- Coppa di Lituania: 1

Žalgiris: 2014-2015
- Supercoppa di Lituania: 2

Žalgiris: 2014, 2015

### Individuale
- Capocannoniere del campionato armeno: 2

2016-2017 (13 reti, ex aequo con Mihran Manasyan), 2017-2018 (13 reti)